# Swedish Beach Tour

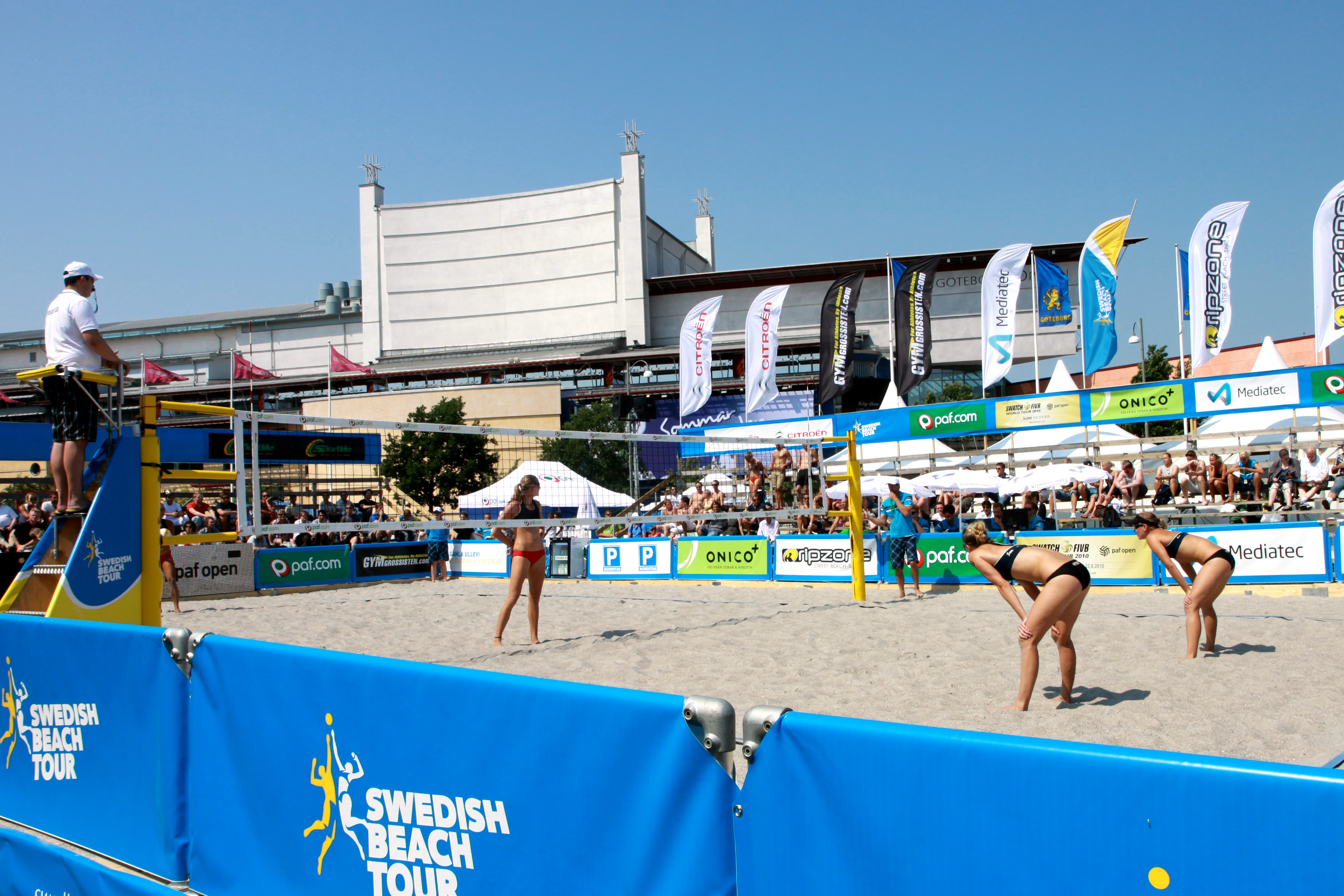
Matchen mellan Naiana Rodrigues de Araujo/Karin Lundqvist och Camilla Nilsson/Tora Hansson den 3 juli 2010

Swedish Beach Tour är den svenska beachvolleybolltouren som varje år samlar de bästa lagen på dam- och herrsidan i Sverige. Touren har funnits i sin nuvarande form sedan sommaren 2008.[källa behövs] Swedish Beach Tour avgörs under sommaren och innehåller 8-9 deltävlingar runt om i Sverige. Swedish Beach Tour består av olika deltävlingar samt en avslutande tourfinal. En av sommarens deltävlingar utgör dessutom det svenska mästerskapet i beachvolley. Inom beachvolleyn i Sverige finns alltså två stora nationella mästerskap, SM och tourfinalen. Till SM kvalificerar sig 32 lag per klass och inga utländska spelare deltar (såvida de inte är licensierade för en svensk förening och kvalificerar sig). Till övriga deltävlingar och tourfinal är det 8 lag per klass som kvalificerar sig och vanligtvis deltar minst ett utländskt lag per klass.
För att kvalificera sig för en deltävling på touren krävs en tillräckligt hög position på den svenska rankingen. Det är också vanligt att utländska lag deltar med hjälp av ett wild card.[källa behövs]
Vanligtvis byggs en arena upp mitt i staden på ett torg och där spelas samtliga matcher under tävlingsveckan mitt i stadens centrum. Touren har alla år, 2008, 2009 och 2010 samlat mer än 100 000 besökare per sommar.[källa behövs]
| Säsong | Finalort  | Tourvinnare                             | Tourvinnare                             |
| Säsong | Finalort  | Damer                                   | Herrar                                  |
| ------ | --------- | --------------------------------------- | --------------------------------------- |
| 1987   | Tylösand  | Caroline Stenbom och Laura Wessberg     | Kim Steen och Jörgen Nilsson            |
| 1988   | Tylösand  | Eva Hansen-Hoszek och Birgitta Axelsson | Abbas Rahimi och Tomas Rubinsson        |
| 1989   | Tylösand  | Eva Säll och Lotti Hansson              | Per Hörnfeldt och Torbjörn Sjödin       |
| 1990   | Tylösand  | Satu Lindell och Sara Andersson         | Tom Englén och Fredrik Peterson         |
| 1991   | Tylösand  | Eva Hansen-Hoszek och Birgitta Axelsson | Tom Englén och Fredrik Peterson         |
| 1992   | Tylösand  | Malin Ekberg och Christina Svensson     | Tom Englén och Fredrik Peterson         |
| 1993   | Tylösand  | Marlene Rönnmark och Katrin Vink        | Tom Englén och Fredrik Peterson         |
| 1994   | Stockholm | Jessica Engberg och Maria Tvede         | Abbas Rahimi och Ulf Johansson          |
| 1995   | Stockholm | Katrin Vink och Maria Wahlström         | Per-Anders Sääf och Ulf Johansson       |
| 1996   | Stockholm | Charlotte Wiig och Anna Vorwerk         | Fredrik Lindqvist och Andreas Wahlström |
| 1997   | Stockholm | Charlotte Johansson och Samantha Sylva  | Björn Berg och Simon Dahl               |
| 1998   | Stockholm | Jennifer Pavley och Maria Tvede         | Björn Berg och Simon Dahl               |
| 1999   | Stockholm | Angelica Ljungquist och Katrin Vink     | David Andersson (Ask) och Per Magnusson |
| 2000   | Stockholm | Angelica Ljungquist och Katrin Vink     | Björn Berg och Simon Dahl               |
| 2001   | Stockholm | Karin Lundqvist och Jessica Sandberg    | Björn Berg och Simon Dahl               |
| 2002   | Stockholm | Sara Uddståhl och Elin Warner           | Björn Berg och Simon Dahl               |
| 2003   | Stockholm | Anne-Lie Andersson och Sofie Andersson  | Andreas Gilbertsson och Robert Svensson |
| 2004   | Umeå      | Karin Lundqvist och Sara Uddståhl       | Per Köhler och Martin Woxlin            |
| 2005   | Umeå      | Karin Lundqvist och Sara Uddståhl       | Björn Berg och Robert Svensson          |
| 2007   | Umeå      | Karin Lundqvist och Jessica Sandberg    | Mattias Magnusson och Robert Svensson   |
| 2008   | Halmstad  | Karin Lundqvist och Angelica Ljungquist | Björn Berg och Hannes Brinkborg         |
| 2009   | Halmstad  | Rivia Oliveira och Nora Tahwid          | Björn Berg och Simon Dahl               |
| 2010   | Halmstad  | Karin Lundqvist och Naiana Rodrigues    | Björn Berg och Simon Dahl               |
| 2011   | Halmstad  | Karin Lundqvist och Raquel Ferreira     | Björn Berg och Nejc Zemljak             |
| 2012   | Halmstad  | Karin Lundqvist och Tora Hansson        | Björn Berg och Nejc Zemljak             |
| 2013   | Halmstad  | Hiske van Duinen och Johanna Rohkämper  | Björn Berg och Björn Huitfeldt          |
| 2014   | Halmstad  | Camilla Nilsson och Tadva Yoken         | Björn Berg och Linus Tholse             |
| 2015   | Umeå      | Karin Lundqvist och Anne-Lie Rininsland | Martin Barrefalk och Martin Appelgren   |
| 2016   | Umeå      | Camilla Nilsson och Tadva Yoken         | Björn Berg och Alexander Annerstedt     |
| 2017   | Umeå      | Sigrid Simonsson och Tadva Yoken        | Linus Tholse och Jakob Molin            |
| 2018   | Örebro    | Susanna och Kristina Thurin             | Martin Appelgren och Simon Bohman       |
| 2019   | Nyköping  | Felicia Granberg och Karin Lundqvist    | Martin Appelgren och Simon Bohman       |
| 2021   | Nyköping  | Susanna och Kristina Thurin             | Martin Appelgren och Alexander Herrmann |
| 2022   | Ljungby   | Hulda Rudberg och Camilla Nilsson       | Linus Tholse och Jakob Tegenrot         |
| 2023   | Kalmar    | Fanny Åhman och Isabelle Reffel         | Linus Isaksson och Theodor Grahn        |